# Рудольф Перешін
Ру́дольф Пе́решін (хорв. Rudolf Perešin, нар. 1958, Горня Стубиця, СР Хорватія — пом. 1995, Стара Градишка, Хорватія) — хорватський льотчик Югославської народної армії (ЮНА), який у 1991 році в ході розвідувального польоту втік на своєму винищувачі МіГ-21 з авіабази Желява (СФРЮ) в Клагенфурт (Австрія), бажаючи допомогти своїй батьківщині Хорватії під час хорватської війни за незалежність. Був першим пілотом-дезертиром з ЮНА. Збитий у 1995 році зенітною артилерією збройних сил Сербської Країни, внаслідок чого згодом загинув.

## Кар'єра

### Освіта
В останньому класі восьмирічки Рудольф визначається з професією пілота. Льотне училище закінчує в Мостарі. Успішно проходить високі медичні та психофізичні критерії відбору, а 1977 року вступає в задарську Військово-повітряну академію. 1981 року він у числі найкращих випускників академії одержує звання льотчика-винищувача, золоті крила пілота і своє перше офіцерське звання. У тому самому році через високі професійні, медичні та психофізичні якості, а особливо через високу техніку пілотажу, точність і врівноваженість у роботі, чудову пам'ять і спостережливість він увійшов до групи з 19 пілотів, відібраних для перепідготовки на надзвукових літаках МіГ-21, а згодом його визначено на летуна-розвідника. Літаючи в Бихачі на МіГах, він досягає висот технічної та професійної майстерності пілота.

### Втеча з ЮНА

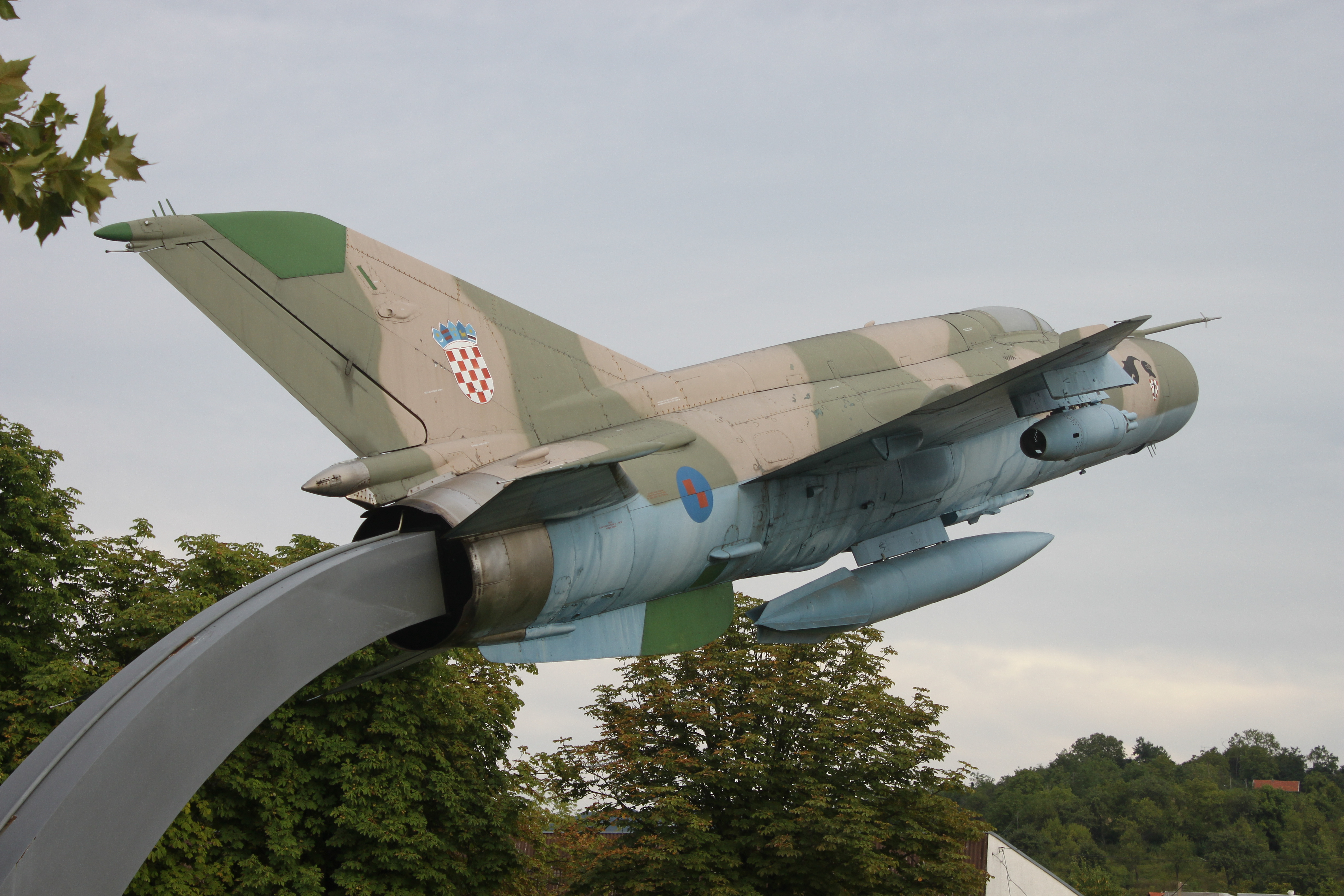
Пам'ятник Рудольфові Перешіну в містечку Горня Стубиця

У 1990 р., коли вже перероджена ЮНА готується до агресії проти Хорватії, він відмовляється, як і більшість пілотів, вступати в політичну організацію «Союз комуністів Югославії — Рух за Югославію», яка повинна була створити нову ідеологічну основу для існування централізованої і унітарної Югославії під диктат Сербії Мілошевича. Перешін, не сумніваючись, вирішив покинути з МіГом ЮНА, а також узяти участь у захисті своєї батьківщини Хорватії. Усвідомлюючи ризикованість планованої затії, адже він, поряд із багатьма іншими хорватами, перебував під постійним наглядом, Рудольф у найдрібніших подробицях спланував варіант втечі.
Під час першого польоту після тривалої перерви, спричиненої адміністративними заборонами польотів для всіх хорватів на аеродромі, Перешін мав стежити за виводом ЮНА зі Словенії. Пролетівши відведеним маршрутом через Загреб і Любляну аж до Копра і назад через Любляну, він опустився до рівня землі і влетів у повітряний простір Австрії приблизно біля Бляйбурга. Одразу ж після входження в австрійський повітряний простір витягнув шасі і спрямувався до аеродрому коло Клагенфурта, де успішно приземлив свій беззбройний літак. Цим своїм патріотичним вчинком завдав серйозного морального і політичного удару по армії агресора і його авіації, а серед хорватських громадян викликав приплив величезної гордості, сплеск непокори і ріст національної самосвідомості в найкритичніші дні Вітчизняної війни. Це сталося 25 жовтня 1991 р., коли через світлину з хорватським пілотом і його літаком МіГ-21 на аеродромі Клагенфурта весь світ облетіли його слова: «Я хорват, не можу і не буду стріляти по хорватах!» Через чотири дні Перешін повернувся в Хорватію, де вступив у ВПС хорватської армії.
Літак, пролітавши деякий час, зберігався на аеродромі Клагенфурта, а потім і в центрі міста Клагенфурт. Не знаючи, що з ним робити, австрійці, кінець кінцем, за допомогою фахівців із колишньої НДР розібрали його і зберігали на танковій базі в Ґроссмітель неподалік від віденського Нойштадта. У цілях виставки його було знову складено, про його подальшу долю нічого достеменно не відомо.

### Повернення на батьківщину
Приїхавши в Загреб у Генштаб ЗС Хорватії, у своєму першому інтерв'ю після перельоту на запитання журналістів, чи вважає себе героєм, Перешін сказав: «Я зробив лише те, що, думаю, є обов'язком кожного громадянина Хорватії. Всяк, хто вважає Хорватію за батьківщину, має внести свій вклад у боротьбу за свободу. Справжні герої у Вуковарі та на інших ділянках фронту, але про багатьох з них ми ніколи так і не почуємо». В 1994 р. Рудольф Перешін обирається головою новоствореної Загребської асоціації авіаційно-технічної діяльності. Своєю роботою він значною мірою сприяв закладанню підвалин для залучення дітей та молоді до програм технічної освіти, особливо в авіаційно-технічній ділянці. Нині асоціація носить його ім'я.

## Летун військово-повітряних сил Хорватії
Рудольф Перешін, як і вся його 1-ша винищувальна ескадрилья, в усіх діях і операціях хорватської армії виконував численні бойові завдання та боронив Загреб і повітряний простір Хорватії. Так було і 2 травня 1995 року, другого дня операції «Блискавка». Саме того дня, в ранні ранкові години, в його МіГ під час виконання бойового завдання біля західнославонського містечка Стара Градишка влучили снаряди ворожих зеніток, унаслідок чого машина стала некерованою. Пілот на гранично малій висоті (нижче 50 метрів) під небезпечним кутом катапультується з літака і приземляється на території противника, тоді як сам літак за інерцією перелітає через Саву на хорватський, уже визволений «Блискавкою» берег. Відтоді Рудольф безслідно зникає, очевидно, бувши захопленим у полон. Три роки по тому, 4 серпня 1997 р., його останки було, нарешті, передано його сім'ї, а 15 вересня 1997 р. його з військовими почестями поховали на кладовищі Мірогой.

## Вшанування пам'яті

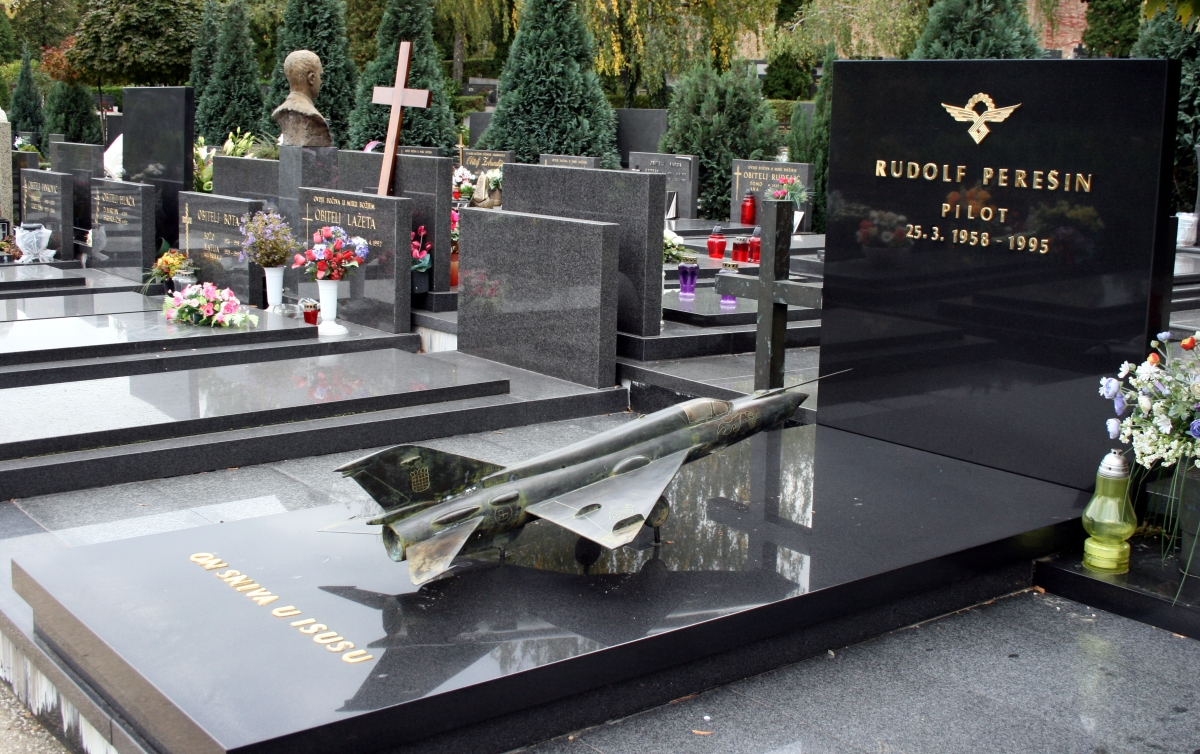
Могила Рудольфа Перешіна на кладовищі Мірогой

Ім'я легендарного пілота з 25 березня 1998 року гордо носить Авіаційно-технічне училище у Великій Гориці і Льотна школа ВПС у Задарі. 24 червня 2004 р. у Горній Стубиці відкрито меморіальний парк ім. Рудольфа Перешіна, в якому міститься статуя пілота і зберігається МіГ-21, що надійшов із ремонтного заводу у Великій Гориці. Виступаючи на відкритті, тодішній міністр оборони Берислав Рончевич сказав, що спробує повернути з Австрії МіГ-21, який перегнав туди Перешін.